# Пенцлин
Пенцлин (нем. Penzlin) — город в Германии, в земле Мекленбург-Передняя Померания.
Входит в состав района Мекленбургише-Зенплатте. Подчиняется управлению Пенцлинер Ланд. Население составляет 4237 человек (на 31 декабря 2013 года). Занимает площадь 34,82 км². Официальный код — 13 0 56 053.
На месте города ранее располагалось славянское поселение. Впервые упоминается в 1170 году.

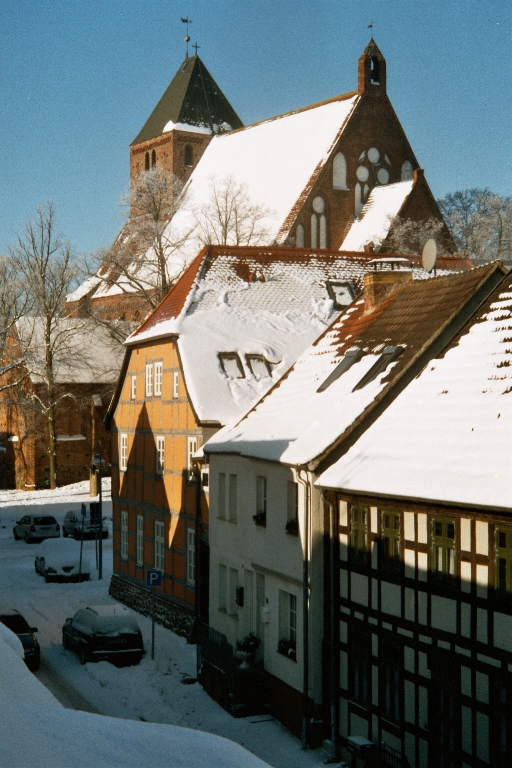
Церковь
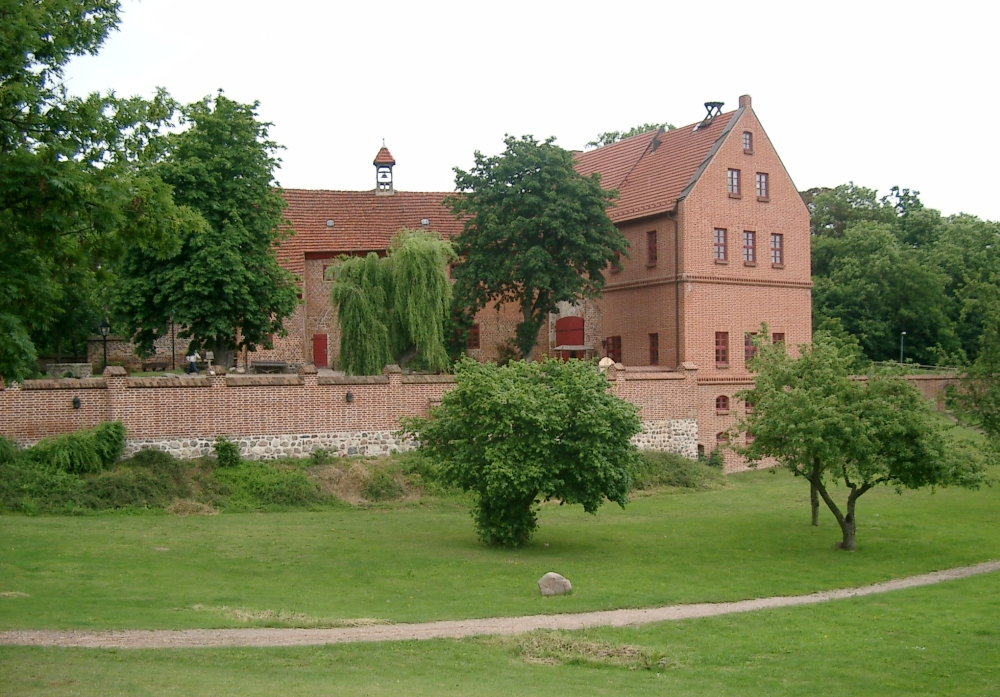
Замок